# Hot in Cleveland
Hot in Cleveland est une série télévisée américaine créée par Suzanne Martin et diffusée entre le 16 juin 2010 et le 3 juin 2015 sur TV Land et au Canada à partir du 5 juillet 2010 sur CTV et CTV Two.
En Suisse, la série est diffusée depuis le 7 août 2014 sur RTS Un. En France, Chérie 25 a acquis les droits de diffusion mais ne semble jamais avoir diffusé la série.

## Synopsis
Mélanie Moretti, Joy Scroggs et Victoria Chase sont trois femmes quadragénaires originaires de Los Angeles qui sont les meilleures amies du monde. Leurs vies sont changées à jamais lorsque leur avion, censé aller à Paris, est forcé d’atterrir d'urgence à Cleveland, dans l'Ohio. Les trois femmes se retrouvent à vivre sous le même toit et elles doivent cohabiter avec Elka Ostrovsky, la gardienne de la propriété qu'elles ont louée.

## Distribution

### Actrices principales

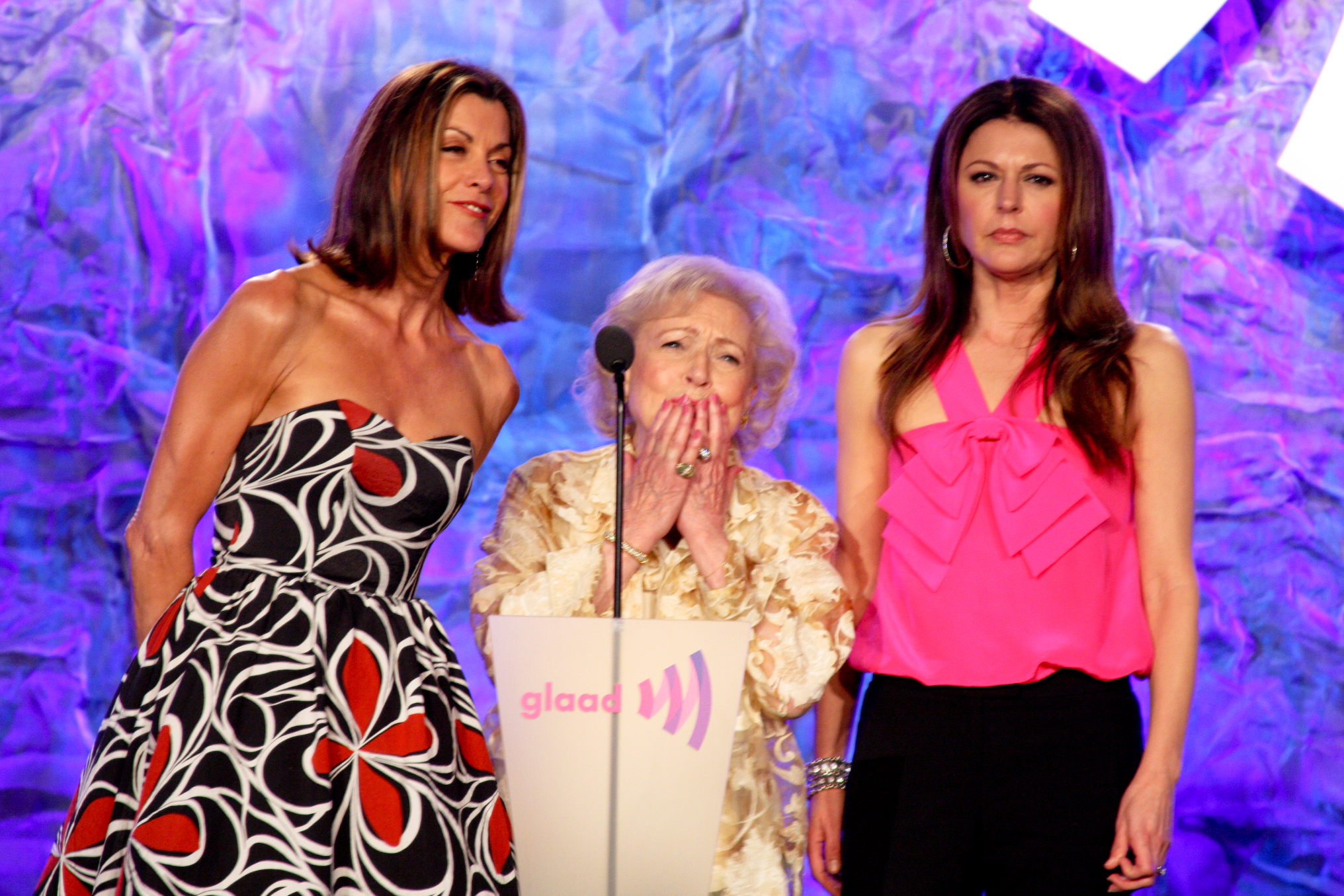
De gauche à droite: Wendie Malic, Betty White et Jane Leeves

- Valerie Bertinelli (VF : Monika Lawinska) : Mélanie Hope Moretti
- Jane Leeves (VF : Brigitte Virtudes) : Rejoyla « Joy » Scroggs
- Wendie Malick (VF : Michelle Bardollet) : Victoria Chase
- Betty White (VF : Régine Blaess) : Elka Ostrovsky

### Acteurs et invités récurrents
- David Starzyk (en) (VF : Tony Joudrier) : Pete Szymborska
- Wayne Knight (VF : Martial Le Minoux) : Rick
- Carl Reiner (VF : Bernard Tiphaine) : Maxwell « Max » Sydney Miller
- Jon Lovitz (VF : Bernard Bollet) : Artie Firestone
- Jennifer Love Hewitt (VF : Sophie Arthuys) : Emmy Chase
- Michael McMillian (VF : Stanislas Forlani) : Owen
- John Mahoney (VF : Bernard Tiphaine) : Rusty « Roy » Banks
- Buck Henry (VF : Philippe Ariotti) : Fred
- James Patrick Stuart (VF : Stéphane Ronchewski) : Colin Cooper
- Georgia Engel (VF : Marie-Madeleine Burguet-Le Doze puis Brigitte Aubry) : Mamie-Sue Johnson
- Heather Locklear (VF : Dominique Dumont) : Chloé Powell
- Eddie Cibrian (VF : Laurent Morteau) : Sean
- Jay Harrington (VF : Éric Aubrahn) : Alec Jones
- Alan Dale (VF : Georges Caudron) : Emmet Lawson
- Dave Foley (VF : Gérard Darier) : Bob Moore
- Steven Weber (VF : Constantin Pappas) : Kyle / K. C.
- John Schneider : Henry « Hank » Szymborska
- Huey Lewis : Johnny Revere
- Susan Lucci : elle-même
- Juliet Mills : Philipa Scroggs
- Timothy Daly : Mitch Turner
- Craig Ferguson : Simon
- Dan Lauria : J. J.
- William Baldwin : Dane
- Melanie Griffith : elle-même

Version française
- Société de doublage : All in Studios[5],[6]
- Direction artistique : Monika Lawinska[6]
- Adaptation des dialogues : Caroline Gere, Anthony Panetto (2 épisodes)[7], Amélie Antoine, Julie Berlin-Sémon, Jessica Bluthe, David Ecosse, Juliette de la Cruz, Claude Wortemann, Rosine Wortemann et Laëtitia Benrejdal[6] ; Céline Duhamel[5] (audiodescription et voix)

Source VF : RS Doublage et Doublage Séries Database

## Développement
En octobre 2009, TV Land commande le pilote.
À la mi-janvier 2010, Valerie Bertinelli, Jane Leeves et Wendie Malick décrochent les rôles principaux ainsi que Betty White comme récurrente, devenu régulier.
Satisfaite, TV Land commande dix épisodes de la série au début mars 2010. La production a repris en mai et invite Wayne Knight, Huey Lewis, Susan Lucci, Carl Reiner, John Schneider, Joe Jonas, Tim Conway, Dave Foley, Gary Anthony Williams et Mark Indelicato.
Le 7 juillet 2010, la série est renouvelée pour une deuxième saison de vingt épisodes dont la production a débuté en novembre 2010 et invite Mary Tyler Moore, Bonnie Franklin, Melanie Griffith, Illeana Douglas, Wayne Knight, John Schneider, Sherri Shepherd, David Starzyk (en) et Jack Wagner.
Le 28 février 2011, la série est renouvelée pour une troisième saison de 22 épisodes.
Le 17 novembre 2014, TV Land annonce que la sixième saison sera la dernière.

## Épisodes
| Saison | Saison | Nombre d'épisodes | Diffusion originale | Diffusion originale | Diffusion originale              |
| Saison | Saison | Nombre d'épisodes | Début de saison     | Fin de saison       | Audiences moyennes (en millions) |
| ------ | ------ | ----------------- | ------------------- | ------------------- | -------------------------------- |
|        | 1      | 10                | 16 juin 2010        | 18 août 2010        | 3,12                             |
|        | 2      | 22                | 19 janvier 2011     | 31 août 2011        | 2,09                             |
|        | 3      | 24                | 30 novembre 2011    | 6 juin 2012         | 1,52                             |
|        | 4      | 24                | 28 novembre 2012    | 4 septembre 2013    | NC                               |
|        | 5      | 24                | 26 mars 2014        | 10 septembre 2014   | NC                               |
|        | 6      | 24                | 5 novembre 2014     | NC                  | NC                               |

## Personnages
Mélanie Hope Moretti
C'est une écrivaine et mère de deux enfants, Will et Jenna, qui après son divorce décide de quitter sa ville natale pour rencontrer l'amour à Paris. Mélanie est une personne romantique, qui espère retrouver l'amour. Elle enchaîne ainsi de nombreuses liaisons durant la série. Assez naïve, Mélanie se retrouve toujours dans des situations assez hilarantes et bien souvent embarrassantes.
Rejoyla « Joy » Scroggs
Joey est une esthéticienne célibataire de Beverly Hills qui compte parmi ses clients les célébrités Oprah Winfrey, Ryan Seacrest ou encore Cher. Elle a eu un fils, Owen, lorsqu'elle avait 15 ans mais elle l'a abandonnée. Elle le retrouve au cours de la saison et apprend par la même occasion qu'elle est grand-mère. Joy est une femme cynique, à l'humour noir.
Victoria Chase
Victoria est une actrice qui a joué pendant 27 ans le personnage de Honor Saint-Raven dans le feuilleton Edge of Tomorrow. Elle a trois enfants (qu'elle a adoptés pour ne pas abîmer sa silhouette) : deux filles, Emmy (actrice) et Oscar (journaliste) ainsi qu'un fils, Tony (ingénieur civil). Victoria a également divorcée cinq fois. Elle gagne finalement un Emmy Award. Elle est l'ennemie jurée de Susan Lucci et s'est battue avec Melanie Griffith. Victoria est une femme vaniteuse et arrogante, qui aime être complimentée.
Elka Ostrovsky
Elka est une vieille polonaise autrefois mariée, gardienne de la maison. Elle a une sœur (interprétée par Joan Rivers).

## Autour de la série
- Le personnage de Victoria Chase est en conflit avec une véritable actrice de soap américain, Susan Lucci qui fit plusieurs apparitions dans la série dans son propre rôle. Le 24 février 2011, Wendie Malick fait à son tour une apparition dans La Force du destin (créditée sous le nom de Victoria Chase). L'actrice ne joue pas le rôle de Honor St. Raven mais celui de Gertie Stein[21].
- Au vu des bonnes audiences réalisées par la série, la chaîne a commandé un spin-off[22] nommé The Soul Man. La série suit le révérend Sherman Boyce qui habite à Saint-Louis et qui doit équilibrer son passé sauvage comme chanteur de R&B et son présent comme révérend dans l'église de la petite ville.
- La ville de Cleveland avait déjà été utilisée dans un épisode de 30 Rock et présentée de la même manière que dans Hot in Cleveland, à savoir comme une ville idéale pour y vivre et bien différente des grandes métropoles.
- La série a été vendue dans plus de 190 pays[23] (sur 197 pays dans le monde)[24].

- Georgia Engel jouait en compagnie de Betty White dans The Mary Tyler Moore Show, la sitcom américaine la plus célèbre des années 1970. Elle la rejoindra d'ailleurs dans sa propre sitcom, The Betty White Show. De nombreux acteurs de The Mary Tyler Moore Show retrouveront Betty White comme Edward Asner, Valerie Harper, Cloris Leachman, Mary Tyler Moore et donc Georgia Engel. Ces quatre dernières seront spécialement réunis dans un épisode de la quatrième saison.
- Betty White était la seule survivante du groupe des Craquantes (The Golden Girls). Elle décède le 31 décembre 2021, 17 jours avant son 100e anniversaire.

- Bonnie Franklin et Pat Harrington, Jr. qui jouaient les parents de Valerie Bertinelli dans la sitcom Au fil des jours (One Day at a Time) ont eux aussi été invités dans la série.

- Peri Gilpin et John Mahoney de Frasier retrouvent Jane Leeves tandis que Wendie Malick retrouve Enrico Colantoni, Laura San Giacomo et David Spade de Voilà ! (Just Shoot Me!). À noter que Jane Leeves et Wendie Malick ont joué ensemble dans quelques épisodes de Frasier.